# Треоза
Треоза — чотиривуглецевий моносахарид з молекулярною формулою C4H8O4. Має кінцеву альдегідну групу, а не кетон у своєму лінійному ланцюзі, і тому вважається частиною сімейства моносахаридів альдози. Назву треози можна використовувати для позначення як D-, так і L-стереоізомерів, і в більш загальному плані рацемічної суміші (D/L-, рівні частини D- і L-), а також більш загальної структури треози (абсолютна стереохімія неуточнена).

Проекції Фішера, що зображують два енантіомери треози

Префікс «трео», який походить від треози (і «еритро» від відповідного діастереомера еритрози), пропонує корисний спосіб опису загальних органічних структур із суміжними хіральними центрами, де «префікси... позначають відносну конфігурацію центрів». Як показано в проекції Фішера D-треози, сусідні замісники матимуть син орієнтацію в ізомеру, який називається "трео", і є анти в ізомеру, який називається "еритро".